# خمسة أسابيع في منطاد
خمسة أسابيع في منطاد أو رحلات واكتشافات في أفريقيا من قبل ثلاثة انجليز (بالفرنسية: Cinq semaines en ballon)، (بالإنجليزية: Five Weeks in a Balloon) هي رواية من تأليف الروائي جول فيرن صدرت عام 1863.
وهذه هي أولى روايات فيرن التي اتقن فيها مكونات أعماله اللاحقة، وخلط بمهارة حبكة مليئة بالمغامرات والتطورات التي تشد انتباه القارئ بمقاطع يغلب عليها الوصف التقني والجغرافي والتاريخي. يعطي الكتاب للقراء لمحة عن استكشاف أفريقيا، الذي كان لا يزال غير معروف تماما للأوروبيين وقتها، حيث سافر المستكشفون في جميع أنحاء القارة بحثا عن أسرارها.
في ذاك الوقت، كان الاهتمام الشعبي بالحكايات الخيالية عن استكشاف أفريقيا في أوجّه، وحقق الكتاب نجاحا فوريا. حيث جعل فيرن مستقلا ماليا وحصل على عقد مع دار جول هيتزل للنشر، والتي نشرت عشرات من أعماله لأكثر من أربعين عاما تلت.
صدرت للمرة الأولى باللغة العربية في مؤسسة إبداع للترجمة والنشر والتوزيع عام ٢٠٢٤

## خلاصة الرواية

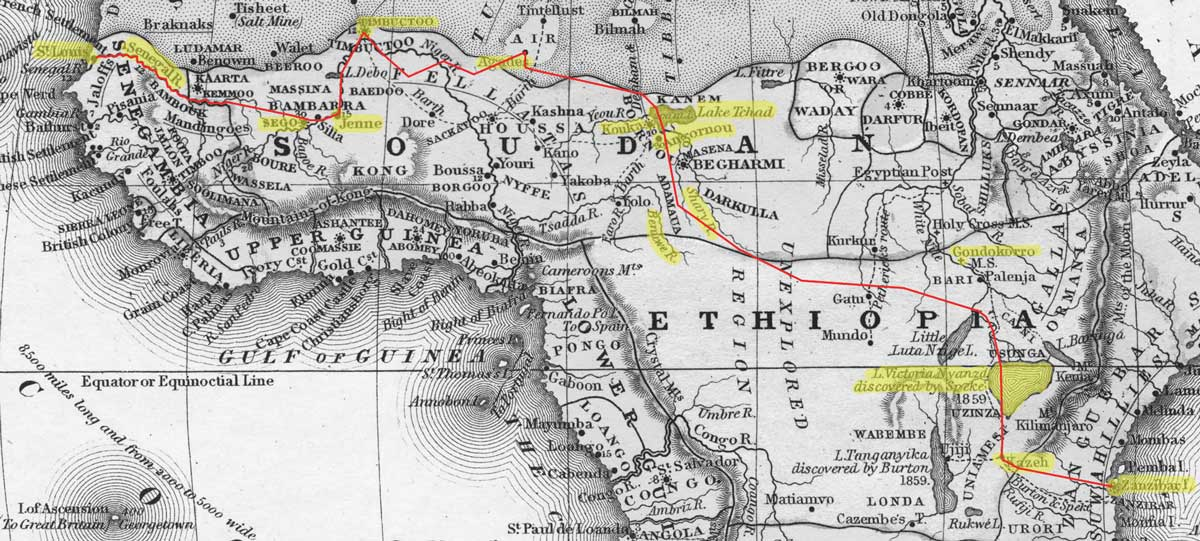
خريطة للرحلة من الشرق إلى الساحل الغربي لأفريقيا.

يقرر الباحث والمستكشف، الدكتور "صموئيل فيرغسون"، السفر في جميع أنحاء القارة الأفريقية - التي لم تكتشف بالكامل بعد - بواسطة بالون مملوء بالهيدروجين. يرافقة في الرحلة خادمه «جو» وصديق المهنة الصياد "ريتشارد "ديك" كينيدي. وقد اخترع آلية تغنيه عن إطلاق الغاز أو رمي الثقل للسيطرة على الارتفاع، مما يساعده في الرحلات الطويلة جدا. وتهدف هذه الرحلة إلى ربط رحلتي السير ريتشارد فرانسيس برتون وجون هاننج سبيك في شرق أفريقيا مع رحلات هاينريش بارت في مناطق الصحراء الكبرى وتشاد. تبدأ الرحلة من زنجبار على الساحل الشرقي، مرورا ببحيرة فيكتوريا، بحيرة تشاد، أغاديس، تمبكتو، جني وسيغو إلى سانت لويس في العصر الحالي السنغال على الساحل الغربي. ويصف الكتاب المناطق الداخلية الصحراوية غير المعروف في افريقيا والتي تعرف في العصر الحالي بجمهورية أفريقيا الوسطى، وهي في الواقع كانت سافانا.
هناك قدر كبير من الاستكشافات الأولية وهي التركيز على عثور مصدر نهر النيل، حدث يظهر في الفصل 18 (من أصل 43). أما المحطة الثانية فهي لربط المستكشفين الآخرين. وهناك العديد من المغامرات، تشمل إما الصراع مع الأهالي الأصليين أو صراع مع البيئة. ومن بعض الأمثلة:
- إنقاذ مبشر من قبيلة كانت تريد التضحية به.
- نفاد المياه في حين انقطعت بهم السبل في الصحراء.
- هجوم طيور الكندور على البالون مما أدى إلى عمل درامي كقفز «جو» من البالون.
- الإجراءات المتخذة لانقاذ جو فيما بعد.
- الهروب بأعجوبة من بقايا الجيش المسلح عندما بدأ الهيدروجين بالتناقص.

## شخصيات الرواية
- الدكتور صموئيل فيرغسون : بريطاني لديه معرفة عميقة في العلوم الطبيعية وذو خيال واسع. فهو رحال، وفي الوقت نفسه هو مستكشف.
- جوزيف ويلسون، والمعروف أيضا بـجو : خادم الدكتور صموئيل فيرغسون، وهو ذكي ومخلصة جدا.
- ريتشارد «ديك» كينيدي : صياد شجاع جدا. عندما علم بمشروع الدكتور صموئيل فيرغسون الجريء حاول منعه من ذلك.

## روابط خارجية
- خمسة أسابيع في منطاد على موقع الموسوعة البريطانية (الإنجليزية)